# René Hardy
Pour les articles homonymes, voir Hardy.
René Hardy, dit Chauvy, alias Bardot alias Didot, né le 31 octobre 1911 à Mortrée (Orne) et mort le 12 avril 1987 à Melle (Deux-Sèvres), est un résistant et écrivain français, inspecteur de la SNCF, impliqué notamment dans la controverse autour de son rôle dans l'arrestation de Jean Moulin et du général Delestraint.

## Biographie

### Famille et formation (avant-guerre)
D'une famille bourgeoise très conservatrice, Hardy est licencié ès-lettres. Entré à l'école supérieure d'exploitation des chemins de fer, il devient attaché d'inspection à la SNCF. La mobilisation le rattrape en Lettonie pendant un tour de l'Europe du Nord.

### Seconde Guerre mondiale

#### 1939-1940
Officier de réserve d'infanterie, Hardy est affecté en Corse. Le 14 juillet 1940, il est démobilisé à Bonifacio. Ayant entendu l'appel du 18 juin, il tente en vain d'embarquer pour la Grande-Bretagne depuis un port de l'Atlantique.

#### Débuts dans la Résistance
En poste à la gare de Paris-Montparnasse, Hardy fait passer des informations à un contact qui transmet à un agent britannique. Grillé, il cherche à passer en Espagne.
Arrêté le 13 mai 1941, il est détenu à la prison maritime de Toulon où il devient l'ami de Pierre de Bénouville. Condamné à quinze mois d'incarcération, il est libéré le 27 mai 1942. Très affaibli, il est hébergé trois mois à Garons où il rejoint un groupe local de résistants.

#### Mouvement Combat
En décembre 1942, Hardy est recruté par Jean-Guy Bernard (mouvement Combat) qui le présente à Henri Frenay. Frenay confie Hardy à Claude Bourdet, chef du NAP. Le 16 janvier 1943, Hardy, poussé par Frenay et Bénouville, est présenté à Charles Delestraint qui le nomme lieutenant-colonel, au titre du troisième bureau de l'Armée secrète (AS). Chargé du NAP-Fer en zone Sud, Hardy prend pour adjoints Max Heilbronn, Henri Garnier et René la Combe.
Le 23 janvier 1943, Hardy rencontre Lydie Bastien, qui devient sa maîtresse, et pour laquelle il nourrit une passion sans bornes.
En juin 1943, Hardy est chef d'une organisation qui couvre une centaine de gares importantes. En rapport avec les chefs régionaux des MUR et les chefs de l'AS, il bénéficie de deux sources de renseignements ferroviaires : l'interception des liaisons téléphoniques allemandes depuis Avignon et la censure postale et télégraphique de Vichy. En outre, il effectue des missions d'état-major en zone Nord.
Pour le compte de Bénouville, Hardy rencontre à Paris Jehan de Castellane et Raymond Richard. Ce faisant, il est repéré par l'Abwehr et le SD. Hardy prépare, avec Heilbronn, capitaine de réserve du Génie, un plan de sabotage des voies ferrées de la zone Sud, dénommé « plan Vert ».

#### 1943

##### Arrestation secrète du 7 juin 1943
Le 7 juin 1943, dans le train Lyon-Paris, Hardy qui a rendez-vous avec Jean-Guy Bernard afin d'organiser le sabotage-Fer en zone Nord, est reconnu par Jean Multon, résistant retourné accompagné de Robert Moog, alias Bobby, agent français de l'Abwehr-Dijon. Moog arrête Hardy et le confie à la Feldgendarmerie de Chalon-sur-Saône.
Remontés dans le train, Moog et Multon arrêtent à Paris le général Delestraint, Joseph Gastaldo et Jean-Louis Théobald. Le 10 juin 1943, Hardy est pris en compte par Klaus Barbie, chef du service SD IV du KdS (antenne policière régionale) de Lyon. Nul ne sait ce qui s'est exactement passé, sinon que finalement Barbie libère Hardy. Ce dernier revoit ses compagnons auxquels il se garde bien d'avouer cet épisode. Plus tard, dans les locaux du KdS, il croise Edmée Delétraz (agent du colonel Groussard qui dirige un réseau de résistance affilié à l'Intelligence Service, elle est également la maîtresse de Bobby Moog, et agent double ou triple).

##### Coup de filet du 21 juin 1943
Le général Delestraint est arrêté par un agent de l'Abwehr au métro La Muette à Paris, le 9 juin 1943. Le 21 juin, convoqués par Jean Moulin à la suite de cette arrestation, les dirigeants des MUR se réunissent chez le docteur Frédéric Dugoujon, à Caluire-et-Cuire, dans la banlieue de Lyon : Jean Moulin, André Lassagne, Raymond Aubrac, Henri Aubry, Bruno Larat, le colonel Emile Schwarzfeld et le colonel Albert Lacaze. Les responsables des réseaux de résistance tels que Emmanuel d'Astier de La Vigerie, Henri Frenay, etc. n'en sont pas prévenus.
Sur ordre de Pierre de Bénouville, appuyé par Claude Bourdet et Jacques Baumel, Henri Aubry convainc René Hardy, très réticent[source insuffisante], de venir le soutenir de ses dons de débatteur. Un des buts de la réunion est de désigner le nouveau chef de l'Armée secrète : il faut absolument que ce soit un proche de Combat, donnant ainsi une place prépondérante au mouvement (Frenay étant lui-même commissaire aux affaires militaires pour les Mouvements unis de la Résistance - MUR). La présence de Hardy, contraire aux règles de sécurité, est apparemment primordiale.
Un premier groupe arrivé à l'heure est installé au premier étage par le docteur ; Jean Moulin, Raymond Aubrac et Schwarzfeld sont emmenés par la bonne dans la salle d'attente. Le SD fait irruption dans la maison et arrête tous les gens présents. Hardy, le seul à avoir les mains ligotées par un cabriolet (les autres sont menottés), parvient à s'enfuir mais est finalement arrêté par la police française chez une amie où il s'était réfugié. Soigné à l'hôpital militaire allemand de la Croix-Rousse, il parvient à s'en évader.
Mis hors de cause, les vrais patients ont été relâchés. Des résistants appréhendés ce jour-là, Aubry (après torture et interrogatoire) est remis en liberté, le 13 décembre 1943 ; Lacaze et Dugoujon (sur non-lieu après procès) sont libérés le 17 janvier 1944 ; Moulin, Lassagne, Larat et Schwarzfeld restent aux mains de l'ennemi, et seul Lassagne reviendra de déportation. Aubrac s'évadera grâce à sa femme Lucie. 

#### Après Caluire
En août 1943, Hardy reprend contact avec ses camarades résistants. Daniel Cordier, Raymond Aubrac ou Pascal Copeau (qui donne l'alarme dès le 11 juin, après l'arrestation de Delestraint mais avant Caluire) le soupçonnent d'avoir trahi. Mais le contexte de la Résistance intérieure en zone Sud a favorisé les manœuvres pour discréditer certains mouvements aux dépens d'autres : les redoublements de précaution sont considérés comme politiques. Malgré les bruits désobligeants qui circulent à son sujet, il est caché par Marcel Degliame.
À la requête de Claude Bourdet, il est interrogé par un commissaire de police ami de Moulin. Au NAP-Fer, il est remplacé par René la Combe. Les nouveaux chefs d'état-major de l'Armée secrète sont des membres de Combat ; les successeurs de Jean Moulin n'éveillent pas l'ire des chefs de la Résistance intérieure en zone Sud. Dans l'équipe de Bénouville, Hardy effectue des missions à Paris, auprès de Castellane et Richard qu'il met en contact avec Jean Gemähling, chef du service de renseignement des MUR. En août 1944, Hardy passe en Afrique du Nord avec Lydie Bastien. Passé au crible à la requête de Frenay par la Sécurité militaire de Paul Paillole, il rejoint le Commissariat au rapatriement qu'il suit à Paris après la Libération. Frenay demande alors à Paillole de cribler Lydie Bastien. Malgré tout, Hardy est directeur technique du ministère des prisonniers, déportés et réfugiés.

### Arrestation et procès
À la Libération, les archives allemandes, d'abord celles se trouvant sur le territoire libéré puis celles dans les zones d'occupation de l'Allemagne, livrent de nombreux documents.
Trouvé en septembre 1944 dans les locaux du KdS de Marseille, le rapport Flora mentionne que Didot arrêté le 9 juin 1943 dans le Lyon-Paris a permis les arrestations de Caluire.

#### Procès de 1947
Le 12 décembre 1944, accusé d'avoir eu avec l'ennemi des contacts ayant abouti à l'arrestation de Delestraint et des dirigeants de Caluire, Hardy est alors arrêté au ministère des Prisonniers, sur ordre de Jacques Soustelle, patron de la DGER. Le 19 décembre, Soustelle prévient Bénouville (qui prévient ensuite les anciens membres de Combat) que Hardy a avoué. De son côté, Lydie Bastien, aidée de Georges Cotton, ancien collaborateur de Hardy, tente de rencontrer les différents témoins avant que la police ne les interroge.
Trouvé en octobre 1946, dans les archives des Affaires étrangères de Berlin, le second rapport Kaltenbrunner, daté du 29 juin 1943, révèle qu'Hardy, retourné dès son arrestation dans le Lyon-Paris, a livré le plan de sabotage SNCF et contribué à de nombreuses arrestations, dont celles de Caluire,.
Hardy est alors renvoyé devant la cour de justice de la Seine, en 1947. Défendu par Maurice Garçon (choisi par Bastien), qui remet en cause les rapports émanant de l'ennemi, ayant pour but de salir la Résistance, Hardy est soutenu par certains de ses anciens compagnons et membres de Combat, Frenay, Baumel, Bourdet, René la Combe, Bénouville, Albert Camus (alors rédacteur en chef du journal du mouvement). Plusieurs personnes établissent un alibi pour Hardy concernant son arrestation à Chalon-sur-Saône. En dépit des témoignages à charge de Raymond Aubrac, d'Edmée Deletraz,, et de Lazare Rachline, ainsi que de la déposition de Harry Stengritt (qui, interrogé en Allemagne, affirme que l'évasion de Hardy s'est faite avec la complicité de Klaus Barbie), il est acquitté, faute de preuve, par la cour, le 24 janvier 1947.

#### Procès de 1950
En 1950, Roger Wybot, patron de la DST, apporte une preuve de l'arrestation de Hardy dans le train Lyon-Paris : un contrôleur a fait un rapport sur cet événement auprès de sa compagnie ; selon Me Garçon, « l'argument principal, qui a peut-être emporté la conviction, ne reposait que sur une affirmation mensongère ». Bien que les juristes du gouvernement français estiment que la chose jugée rend impossible un nouveau procès, le 24 mars suivant, Hardy est à nouveau arrêté et retourne en prison. Il est cette fois inculpé de « non-dénonciation de projets ou actes de trahison », en ayant livré le Plan vert aux services allemands, et en ayant troqué sa libération par ces services contre une trahison ; Hardy comparaît devant le tribunal militaire de Paris. Les témoins qui lui ont fourni un faux alibi sont poursuivis pour faux témoignage. D'anciens membres de la police allemande, tel Harry Stengritt, sont présents en tant que témoins ; lors de son témoignage, Stengritt affirme que la police française lui avait presque dicté sa déposition à charge contre Hardy durant le premier procès. Même si la cour ne souhaite pas re-évoquer l'affaire de Caluire, le procès ne cesse d'y revenir.
L'affaire devient alors un affrontement idéologique et politique animé par les communistes, l'ancien résistant Pierre Hervé tirant à boulets rouges sur le BCRA et Henri Frenay, tandis que la presse gaulliste conspue ce dernier. Sous la présidence de Laure Moulin (sœur de Jean Moulin), un « contre-procès » est organisé salle Wagram, durant lequel Pierre Hervé, Pierre Meunier, Robert Chambeiron, Lucie Aubrac et Joë Nordmann déclarent la culpabilité de Hardy. 
Le 8 mai 1950, toujours défendu par Me Garçon, Hardy évite la condamnation : il bénéficie de la « minorité de faveur » ; quatre juges sur sept l’estiment coupable, soit un de moins que nécessaire pour que le tribunal militaire prononce la sentence de culpabilité, une seule voix de majorité étant insuffisante — il en faut deux — pour prononcer une condamnation. Hardy aura fait au total six ans de prison préventive.

### Vie personnelle
René Hardy a eu une fille, Sophie, avec Marie-Claire Boutet.

## Controverses sur sa responsabilité
Malgré son double acquittement, la responsabilité de Hardy dans l'affaire de Caluire reste soumise à controverse, de nombreuses personnalités impliquées ou non dans l'affaire ayant émis des témoignages ou des analyses contradictoires, sur divers éléments du dossier. De plus, le cas Jean Moulin a donné lieu à récupération politicienne de la part des familles communiste, radicale (Jean Moulin étant fils de franc-maçon) et finalement gaulliste via André Malraux à l'occasion de sa panthéonisation. Cette récupération a joué contre le principal réseau de résistance Combat, animé par Henri Frenay puis Georges Bidault, et qui allait accoucher après guerre du puissant parti MRP démocrate-chrétien (aujourd'hui disparu). On a ainsi longtemps mélangé causes et circonstances de l'affaire. La Résistance en sort lourdement divisée.[réf. nécessaire]

### Arrestation de Delestraint
Le général Charles Delestraint fut arrêté par Moog et Multon, le 9 juin. Or, les mêmes Moog et Multon avaient arrêté Hardy dans le train de Paris dans la nuit du 7 au 8. Il est avéré que René Hardy n'était pas au courant du rendez-vous de Delestraint que Multon avait appris en relevant une boîte aux lettres d'Henri Aubry, mais il connaissait le chef de l'Armée secrète.

### Les déclarations de Klaus Barbie
Lors du second procès de Hardy en 1950, un commissaire français va interroger en zone occupée américaine Klaus Barbie, mais celui-ci n'accepte pas de venir témoigner en France, car il risque d'y être arrêté pour crimes de guerre. En 1972, France Soir publie en trois fois un texte de Klaus Barbie mettant en cause Hardy puis, également en trois fois, la réponse de Hardy.
En 1984, Hardy décide d'ouvrir un « troisième procès », qui se tient devant l'opinion, par la publication de Derniers mots, ouvrage décrivant sa défense, et par la production par Claude Bal d'un téléfilm tiré de l'ouvrage, Que la vérité est amère. Cette démarche et le contenu de l'ouvrage sont fortement critiqués autant sur la forme que sur le fond, Hardy se contredisant régulièrement. L'historien Henri Noguères, sollicité par TF1, déconseille l'achat du téléfilm par la chaîne, et le film ne sera projeté que sur initiative du producteur. Dans le film, Hardy met en cause Henri Aubry pour l'arrestation de Delestraint (dont Aubry aurait visé le poste) et la sienne propre, à Chalon-sur-Saône ; ces accusations ne sont pas présentes dans l'ouvrage.
Lors de son procès de Lyon, en 1987, Barbie n'a pas eu l'occasion de dire si Hardy avait réellement travaillé pour lui. Hardy, retiré à Blonville-sur-Mer depuis 1974, meurt peu de temps avant le procès Barbie, sans qu'une nouvelle accusation soit portée contre lui. Le testament de Barbie est par contre utilisé par l'historien Gérard Chauvy en 1997 pour mettre en cause Raymond Aubrac dans l'arrestation de Moulin ; les époux Aubrac portent plainte et obtiennent gain de cause, l'éditeur Albin Michel est condamné à d'importants dommages et intérêts. Raymond Aubrac profite de ce moment pour organiser grâce au journal Libération une table ronde où il répond aux questions d'historiens, qui reprennent les suppositions de Chauvy : Aubrac en sort blanchi. Pierre Péan estime que cette supposition a fait désormais long feu.

### Opinion des anciens chefs de Combat
Marcel Degliame a refusé de témoigner. Si les mémoires de Jacques Baumel et de Claude Bourdet désignent Henri Aubry comme le responsable du coup de filet allemand, Henri Frenay et Maurice Chevance, dans les leurs, admettent les mensonges répétés de René Hardy[réf. nécessaire] et défendent Aubry. Pour Frenay, selon ses mémoires La nuit finira publiés au début des années 1970, l'affaire est « l'épisode le plus douloureux de la Résistance française » mais retient qu'il n'y a pas de charges suffisantes contre René Hardy, celui-ci ayant commis une faute incontestable en dissimulant à ses supérieurs son arrestation et sa libération par Barbie, mais que cela ne suffit pas à le condamner. Quant à sa compagne Lydie Bastien, à laquelle il consacre un article accusatoire dans Combat le 3 avril 1950, il retient qu'il s'agissait d'un potentiel agent allemand,.

### Lydie Bastien et Harry Stengritt
En 1999, Pierre Péan fait paraître un ouvrage, La Diabolique de Caluire, dont il a rédigé les conclusions grâce à l'aide de Victor Conté, qu'il présente comme l'exécuteur testamentaire de Lydie Bastien. L'ouvrage présente Bastien comme la responsable de l'ensemble de l'affaire. Si les historiens émettent des réserves sur les conclusions de Péan, le livre révèle que Lydie Bastien, maîtresse de Hardy, aurait également été celle de Harry Stengritt, adjoint de Klaus Barbie ; elle aurait été le mauvais génie de René Hardy, chargée de le séduire pour le compte des services allemands. C'est elle qui aurait organisé l'arrestation de Hardy, afin qu'il rencontre Barbie et que celui-ci lui propose un marché que le résistant aurait accepté. Elle aurait également participé au trucage des procès de 1947 et 1950,. Stengritt, arrêté en 1945 et condamné à quinze ans de prison en France, n'a jamais rien admis.

### Le doute
À compter de sa réapparition du 12 juin 1943, le comportement de René Hardy est devenu bizarre ; les mensonges des protagonistes de ce drame ainsi que les polémiques animées par le PCF visant à discréditer les réseaux de résistance autres que communistes ont noyé l'essentiel dans un tourbillon de détails contradictoires. Comment savoir à partir de quand, exactement, Hardy a été traité par les services allemands ? Depuis ses contacts avec Richard et Castellane ? Depuis sa rencontre avec Lydie Bastien ? Depuis son arrestation par Moog ? Dans quelle mesure a-t-il donné satisfaction à ses traitants ? Bien d'autres questions restent à ce jour sans réponse.
Aux yeux des historiens spécialisés, les deux rapports allemands, en dépit de leurs dates largement postérieures aux faits et de leur coloration politique, pèsent dans le sens de la culpabilité objective de René Hardy, quelles qu’aient pu être ses intentions personnelles. Daniel Cordier, qui reste convaincu de la culpabilité de Hardy concernant les arrestations de Caluire-et-Cuire, souligne que les reconstitutions de cette affaire ne sont que des hypothèses d'historiens, impossibles à prouver, dans l'état actuel des connaissances.
Selon le journaliste Jacques Gelin, qui étudie l'affaire depuis 1987, l'hypothèse d'un complot ourdi contre Moulin serait la plus plausible ; sans dédouaner Lydie Bastien ou René Hardy, cette hypothèse impliquerait une responsabilité des arrestations de juin 1943 élargie à d'autres résistants,. Pour les spécialistes, si René Hardy est le principal suspect de « l'affaire Moulin », Aubry, qui a insisté pour qu'il soit présent au rendez-vous (et qui a semble-t-il parlé sous la torture), et Bénouville, qui a fait de même et qui aurait été au courant de son arrestation,, ont au mieux été imprudents, au pire été complices, sans que leurs rôles respectifs puissent être clairement établis. Selon Gelin, les exécutions de témoins capitaux dans les derniers moments de la guerre (Multon, transfuge de la Résistance ayant procédé à la première arrestation de Hardy ; Ernst Dunker, mort fusillé à Marseille le 6 juin 1950 après jugement pénal et condamnation à mort, le rédacteur du rapport Flora) empêchent de trancher,.

## L'écrivain
Après la guerre, Hardy devient écrivain. Le plaidoyer de son avocat, Maurice Garçon, puis l'adaptation pour le grand écran d'Amère victoire par Nicholas Ray contribuent à sa notoriété littéraire dans les années 1950-1960.

### Publications
- Le Livre de la colère (1951)
- Le Fer de Dieu (1953)
- Amère Victoire (1955, prix des Deux-Magots en 1956), adapté en 1957 au cinéma par Nicholas Ray sous le titre Bitter Victory (ou Amère Victoire en français)
- Sentinelle perdue (1959)
- L'Aigle et le Cheval (1959), adapté en 1994 à la télévision par Serge Korber, sous le même titre
- La frontière passe à Muratoli (1962)
- La Route des cygnes (1967)
- Ce n'était pas le moment d'avoir vingt ans (1972)
- Gautier sans amour (1981)
- Derniers Mots (1984)

## Filmographie

### Adaptations de romans de René Hardy
- 1957 : Amère Victoire (Bitter Victory en anglais), film de Nicholas Ray, d’après le roman de même titre
- 1994 : L'Aigle et le Cheval, téléfilm de Serge Korber, d’après le roman de même titre

### Scénarios de René Hardy
- 1960 : Le Bois des amants de Claude Autant-Lara
- 1966 : Le facteur s'en va-t-en guerre de Claude Bernard-Aubert
- 1967 : La Fantastique Histoire vraie d'Eddie Chapman de Terence Young

### Présence de son personnage dans des films historiques auxquels il n’a pas participé
- Cinéma
  - 1997 : Lucie Aubrac, de Claude Berri : son personnage est joué par Pascal Greggory En 1998, la famille de René Hardy attaque le réalisateur Claude Berri pour avoir présenté Hardy comme un traître, et de ne pas avoir mentionné les autres pistes possibles[37]. En juin 1999, Berri et la société Renn productions sont condamnés à payer solidairement 40 000 francs à la famille Hardy, ainsi qu'à faire apparaître sur les différents supports du film la mention des deux acquittements de René Hardy[38].
- Télévision
  - 2002 : Jean Moulin, d'Yves Boisset : son personnage est joué par Jérémie Renier, France 2
  - 2003 : Jean Moulin, une affaire française, de Pierre Aknine : son personnage est joué par Bernard Yerlès, TF1 Les téléfilms décrivent tous deux René Hardy comme responsable de l'arrestation de Moulin. Le second implique fortement Pierre de Bénouville dans son déroulement (suggérant à Hardy de trahir pour se débarrasser de Moulin), ce qui a créé la polémique[39],[40].

#### Roman
- Dan Franck, Les Champs de bataille, Paris, Grasset, 2012.